# Jerry Yates
Jerry Aaron Yates (Doncaster, 10 novembre 1996) è un calciatore inglese, attaccante del Derby County in prestito dallo Swansea City.

## Carriera
Cresciuto nel settore giovanile del Rotherham Utd, debutta in prima squadra il 3 aprile 2015 in occasione dell'incontro di Championship perso 2-1 contro il Birmingham City.

## Statistiche
Statistiche aggiornate al 26 dicembre 2021.

### Presenze e reti nei club
| Stagione        | Squadra         | Campionato      | Campionato | Campionato | Coppe nazionali | Coppe nazionali | Coppe nazionali | Coppe continentali | Coppe continentali | Coppe continentali | Altre coppe | Altre coppe | Altre coppe | Totale | Totale | Totale |
| Stagione        | Squadra         | Comp            | Pres       | Reti       | Comp            | Pres            | Reti            | Comp               | Pres               | Reti               | Comp        | Pres        | Reti        | Pres   | Reti   |        |
| --------------- | --------------- | --------------- | ---------- | ---------- | --------------- | --------------- | --------------- | ------------------ | ------------------ | ------------------ | ----------- | ----------- | ----------- | ------ | ------ | ------ |
| 2014-2015       | Rotherham Utd   | FLC             | 1          | 0          | FACup+CdL       | 0               | 0               |                    | -                  | -                  |             | -           | -           | 1      | 0      |        |
| 2014-2015       | Harrogate R.A.  | D1N             | 3          | 2          | FACup           | 0               | 0               |                    | -                  | -                  | FA Trophy   | 0           | 0           | 3      | 2      |        |
| 2015-2016       | Harrogate Town  | FCN             | 8          | 4          | FACup           | 0               | 0               |                    | -                  | -                  | FA Trophy   | 0           | 0           | 8      | 4      |        |
| 2016-2017       | Rotherham Utd   | FLC             | 21         | 1          | FACup+CdL       | 0+1             | 0+2             |                    | -                  | -                  |             | -           | -           | 22     | 3      |        |
| 2017-2018       | Rotherham Utd   | FL1             | 17         | 1          | FACup+CdL       | 0               | 0               |                    | -                  | -                  | EFL Trophy  | 3           | 1           | 20     | 2      |        |
| 2018-gen. 2019  | Carlisle Utd    | FL2             | 23         | 6          | FACup+CdL       | 2+1             | 0               |                    | -                  | -                  | EFL Trophy  | 3           | 0           | 29     | 6      |        |
| gen.-giu. 2019  | Rotherham Utd   | FLC             | 7          | 0          | FACup+CdL       | 0               | 0               |                    | -                  | -                  |             | -           | -           | 7      | 0      |        |
| 2019-gen. 2020  | Swindon Town    | FL2             | 25         | 12         | FACup+CdL       | 2+1             | 1+0             |                    | -                  | -                  | EFL Trophy  | 1           | 0           | 29     | 13     |        |
| gen. 2020       | Rotherham Utd   | FL1             | 1          | 0          | FACup+CdL       | 0               | 0               |                    | -                  | -                  | EFL Trophy  | 0           | 0           | 1      | 0      |        |
| gen.-giu. 2020  | Swindon Town    | FL2             | 6          | 1          | FACup+CdL       | 0               | 0               |                    | -                  | -                  | EFL Trophy  | 0           | 0           | 6      | 1      |        |
| 2020-2021       | Blackpool       | FL1             | 47         | 21         | FACup+CdL       | 3+1             | 2+0             |                    | -                  | -                  | EFL Trophy  | 3           | 0           | 54     | 23     |        |
| 2021-2022       | Blackpool       | FLC             | 21         | 6          | FACup+CdL       | 1+2             | 0               |                    | -                  | -                  |             | -           | -           | 24     | 6      |        |
| Totale carriera | Totale carriera | Totale carriera | 180        | 54         |                 | 14              | 5               |                    | -                  | -                  |             | 10          | 2           | 204    | 61     |        |

## Palmarès

### Club

#### Competizioni nazionali
- Campionato inglese di quarta divisione: 1

Swindon Town: 2019-2020